# 丁鴻翻
丁鴻翻（越南语：／；1764年—1833年），原名丁阮翻（越南语：／），《大南寔錄》避嗣德帝諱，稱為“丁翻”，字翔甫（越南语：／），越南阮朝官員，阮初封溪亭侯。

## 生平
丁鴻翻是乂安鎮英山府真祿縣金溪社（今乂安省宜祿縣宜隆社）人，後黎朝景興二十五年（1764年）出生。景興四十四年（1783年），參加鄉試，考中鄉貢。
丁鴻翻早年事跡不詳。嘉隆十四年（1815年）五月，丁鴻翻出仕阮朝，被任命為廣南督學。嘉隆十八年（1819年）三月，丁鴻翻被召還回朝，改授東閣學士，擔任如清甲副使，隨正使阮春晴出使清朝。次年（1820年）四月，丁鴻翻回國後，仍任東閣學士，主持制定文武官階誥敕文式、帝系詩和藩系詩。
明命二年（1821年）五月，明命帝下令編纂《列聖實錄》，丁鴻翻充任纂修，不久升任侍中直學士，參陪吏部事務。後改參陪禮部。明命三年（1822年）三月，兼任太常寺卿，仍參陪禮部事務。十一月，丁鴻翻與范登興等禮部官員一併被罷免，發往廣南與廣南營官員一起賑災。次年（1823年），又因涉神敕案被革職，杖一百，發往河僊效力，後改為廣義效力。明命九年（1828年）正月，起復為乂安主簿。
明命十四年（1833年），黎文𠐤在南圻發動叛亂，丁鴻翻時任新平府教授，被黎文𠐤任命為禮部太卿，同年去世，壽七十歲。阮廷判處他“誅夷三族”，他的兒子也因此被殺。

## 文學
丁鴻翻著有《北行偶笔》、《正軒詩集》。

## 子女
- 子丁文璞，明命三年進士，擔任平順知府期間，父親丁鴻翻被發往河僊效力，他辭官陪同父親前往河僊。